# Evil Jared
Evil Jared (født 5. august 1971 i Philadelphia) er en amerikansk musiker og skuespiller. Bedst kendt som bassist i det amerikanske band Bloodhound Gang. Han påtog sig navnet Hasselhoff fordi bandet mente dette ville sælge plader i Tyskland.